# Susan Dynner
Susan Dynner est une photographe, réalisatrice et productrice américaine. Elle est notamment spécialisée dans le punk rock, les questions féministes et les films documentaires.

## Biographie
À partir de quinze ans, Susan Dynner a été photographe. Ses photos ont été publiées pour des pochettes d'albums, des livres, des tee-shirts et des magazines. Elle a été active pour la scène punk rock, hardcore punk et rock, notamment pour The UK Subs, Dead Kennedys, Black Flag, The Exploited, Minor Threat ainsi que UB40, Psychedelic Furs, Squeeze...
Elle a obtenu son diplôme de l’Université du Wisconsin à Madison, puis a occupé divers postes dans l'industrie audiovisuelle à Los Angeles, d'abord chez Touchstone, Richard Donner Productions, DiNovi Pictures et Radiant Productions de Wolfgang Petersen. Elle a ensuite intégré Ventura Films, dirigé par Charlie Sheen et Nick Casavetes en tant que vice présidente des affaires créatives, puis a rejoint Steve Herzberg en tant que productrice et vice-président du développement / production de Prairiefire Films, qui avait passé des accords avec Sony et AOL. En 2003, Susan a collaboré avec le producteur Mark Mathis et ont formé ensemble Stillwater Films.
Depuis 2013, Dynner a fondé Aberration Films, sa propre société de production,,.

## Filmographie
- Code Blue: A Love Story, 2016
- Free Ride, 2014
- After Porn Ends, 2012
- Girls! Girls! Girls!, 2011
- The Convention of Dying, 2010
- Punk's Not Dead, 2007
- Brick, 2006

## Couvertures d'albums
- A HarDCore Day's Night, Government Issue, 2008
- Don't Forget the Chaos, The Exploited, 1992
- Joyride/Fun Just Never Ends, Government Issue, 1984-1990
- Subject To Change, Faith, 1983
- The Faith/Void [Split], The Faith / Void, 1982